# Dagmar Grassinger
Dagmar Grassinger (* 1. Dezember 1954 in Heidelberg; † 16. April 2025 in Marburg an der Lahn) war eine deutsche Klassische Archäologin und Hochschullehrerin.

## Werdegang
Dagmar Grassinger wurde 1987 an der Universität Heidelberg bei Tonio Hölscher mit einer Arbeit zum Thema Römische Marmorkratere promoviert. Anschließend war sie bis 1990 Mitarbeiterin am Forschungsarchiv für Römische Plastik des Archäologischen Instituts der Universität zu Köln. 1991 wurde sie Wissenschaftliche Mitarbeiterin am Corpus der antiken Sarkophagreliefs an der Universität Marburg. 1994 erhielt Grassinger ein Habilitationsstipendium der Deutschen Forschungsgemeinschaft, 1998 war sie Research Fellow am Institute of Classical Studies der University of London, 1999 zunächst in Vertretung von Klaus Junker, Wissenschaftliche Mitarbeiterin am Archäologischen Institut der Universität Mainz, anschließend bis 2000 Wissenschaftliche Mitarbeiterin mit Lehrverpflichtung am Archäologischen Institut der Universität Bonn. Grassinger habilitierte sich 2000 mit der Arbeit Leben und Sterben in schönen Bildern an der Universität Marburg und wurde dort zur Privatdozentin ernannt. Danach wurde sie erneut Wissenschaftliche Mitarbeiterin am Marburger Corpus der antiken Sarkophagreliefs. 2003/04 vertrat sie eine Professur an der Universität Bonn, von 2006 bis 2008 war sie Gastprofessorin am Winckelmann-Institut der Humboldt-Universität zu Berlin. Dazwischen war sie von 2004 bis 2006 als Kuratorin für die Ausstellung Die Rückkehr der Götter. Berlins verborgener Olymp der Antikensammlung Berlin zuständig. 2008/2009 vertrat sie eine Professur an der Humboldt-Universität, 2009 war sie Wissenschaftliche Mitarbeiterin am Teilprojekt Aneignung antiker Skulptur durch Umdeutung und Restaurierung im 17. und 18. Jahrhundert des Sonderforschungsbereiches 644 der DFG an der Humboldt-Universität. Von 2009 bis 2016 lehrte sie als Vertretung von Dietrich Boschung als Professorin an der Universität zu Köln, später erhielt sie dort den Titel Außerplanmäßige Professorin. Von 2017 bis 2018 vertrat sie eine Professur an der Universität Bochum.

## Schriften
- Römische Marmorkratere. von Zabern, Mainz 1991, ISBN 3-8053-1087-0 (Monumenta artis romanae, Bd. 18).
- Antike Marmorskulpturen auf Schloss Broadlands (Hampshire) (= Corpus Signorum Imperii Romani Great Britain, Band 3, Fasc. 4 / Monumenta Artis Romanae, Bd. 21). von Zabern, Mainz 1994, ISBN 3-8053-1492-2.
- Die mythologischen Sarkophage. Teil 1. Achill, Adonis, Aeneas, Aktaion, Alkestis, Amazonen (= Die antiken Sarkophagreliefs Band 12, Teil 1). Gebr. Mann, Berlin 1999, ISBN 3-7861-2276-8.
- mit Tiago de Oliveira Pinto, Andreas Scholl (Hrsg.): Deuses gregos. Coleção do Museu Pergamon de Berlim. Fundação Armando Alvares Penteado; Museu de Arte Brasileira São Paulo 2006, ISBN 85-98864-12-9.
- mit Tiago de Oliveira Pinto, Andreas Scholl (Hrsg.): Die Rückkehr der Götter. Berlins verborgener Olymp. Schnell + Steiner, Regensburg 2008, ISBN 978-3-7954-2113-7.